# Nguyễn Thị Hoa
Nguyễn Thị Hoa (sinh 1958) là đại biểu Quốc hội Việt Nam khóa 12, thuộc đoàn đại biểu Hà Nội.